# Ornament (zoologi)

Långstjärtad paradisänka (Vidua interjecta) tillhör gruppen änkor. Flera av dess arter uppvisar extremt förlängda stjärtfjädrar under häckningsperioden, vilka fungerar som ornament.

Ornament är inom zoologi en signalegenskap (nästan alltid hos hanar) som är sexuellt selekterade. Ornamentet är en belastande egenskap som signalerar individens hälsa och kondition och därmed dess genetiska kvalitet till det motsatta könet. Hos fåglar är typiska ornament förlängda fjädrar, som hos påfågeln eller änkor, men även kraftfulla färger som beror på pigment som karotenoider (röda och gula färger) eller melaniner (svarta och blåa färger). 
Karotenid tillförs fågeln genom födan och minskar vid parasitangrepp. Då  immunförsvaret behöver det är möjligheten att undvara dem till fjädrarna en  ärlig signal om hanens kondition. Röd färg tros även vara mer kostsamt att producera än gul färg. 
Hos en del arter kan ett fysiskt attribut som har användbara funktioner samtidigt fungera som en signalegenskap om god kondition och därmed även kallas för ornament. Ett exempel på detta är hjortdjurs horn.

## Bildgalleri

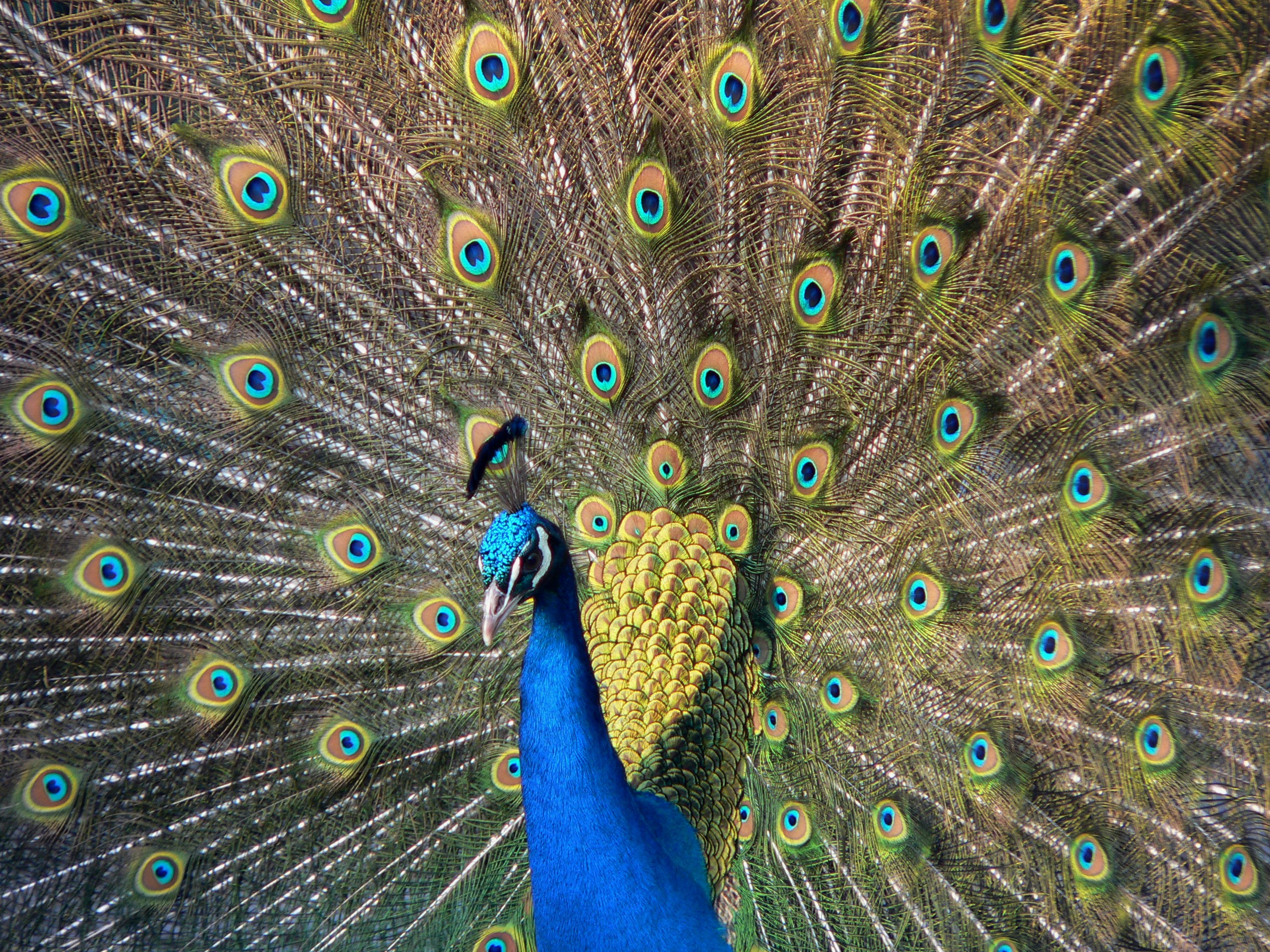
Påfågelns förlängda stjärttäckare är ett typiskt exempel på ornament
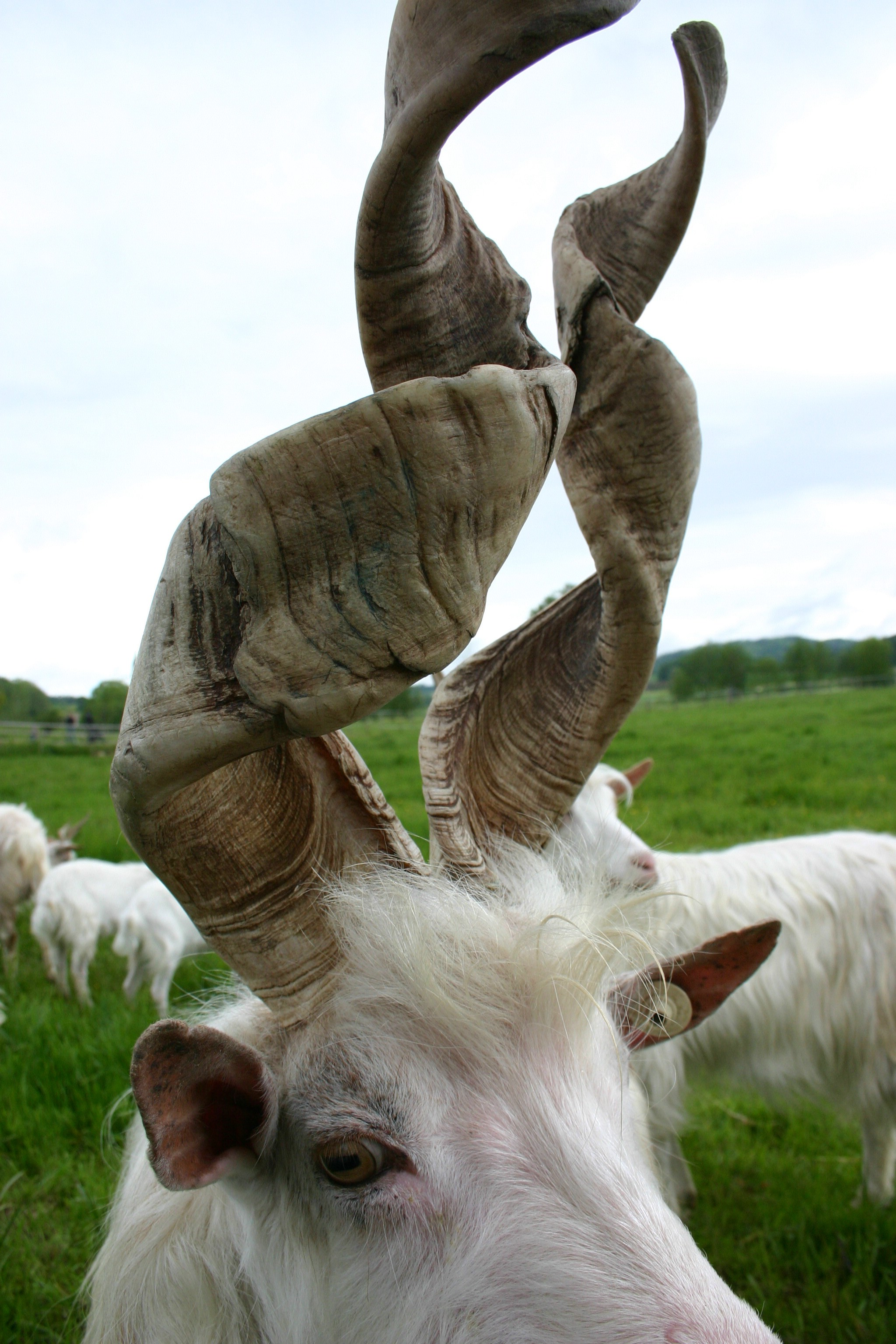
Vissa djurarters horn fungerar som ornament men kan även ha andra funktioner.
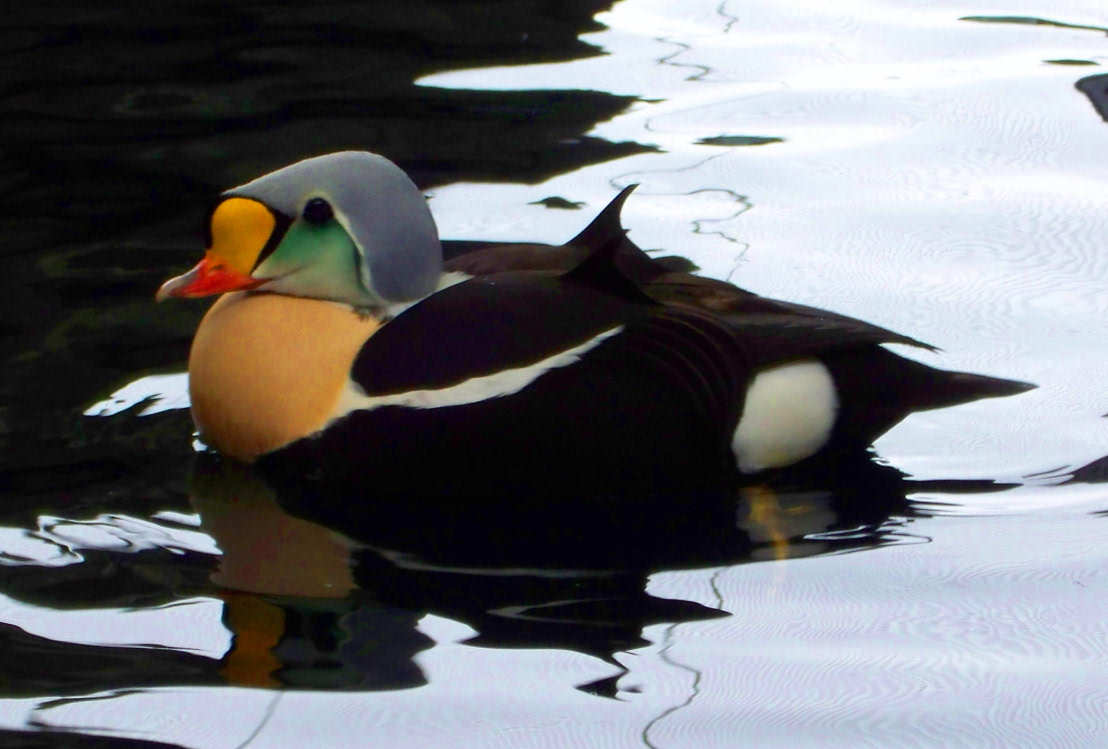
Praktejderns iögonfallande knöl på näbben är förmodligen ett ornament
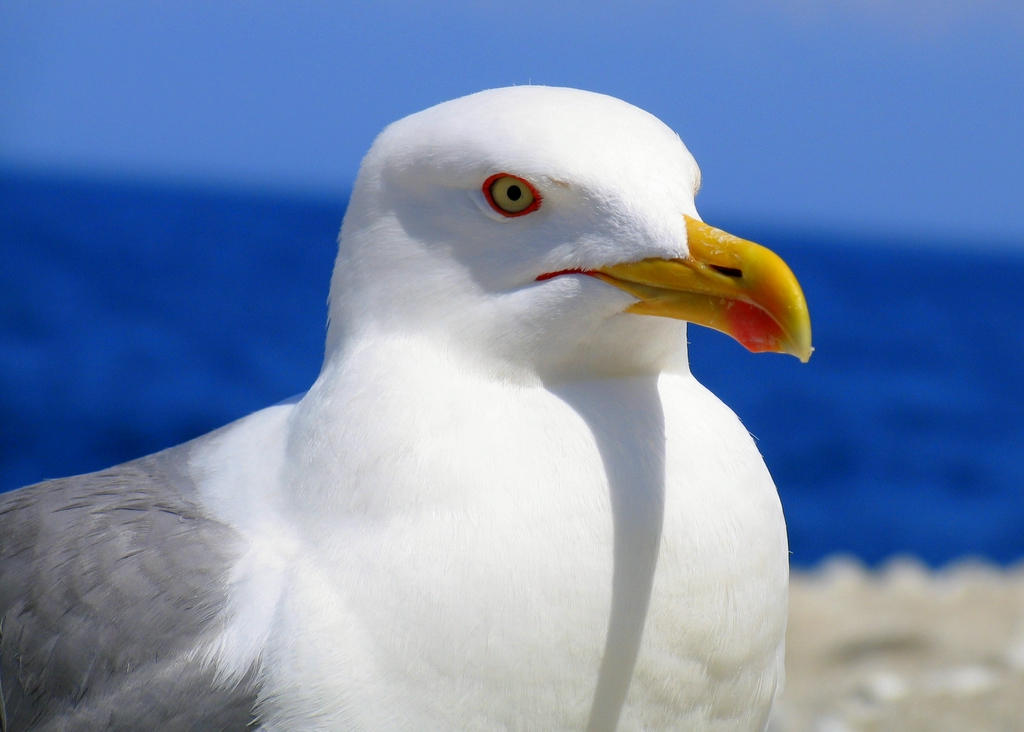
Den röda fläcken på näbben fungerar som ett ornament hos trutarna, och både storlek och färgintensitet spelar roll.